# Walls of Glass
Walls of Glass è un film romantico statunitense del 1985, diretto dal regista Scott D. Goldstein.

## Trama
James Flanagan (Philip Bosco) spera di diventare un attore di teatro a New York. Sa recitare ogni sonetto di Shakespeare ed è anche molto bravo con gli accenti.